# 荒木俊馬
荒木 俊馬（あらき としま、1897年〈明治30年〉3月20日 - 1978年〈昭和53年〉7月10日）は、日本の天文学者、物理学者。専門は天体物理学、理論物理学、宇宙論。学位は、理学博士（京都大学・1929年）。京都大学名誉教授、京都産業大学初代総長。

## 経歴

### 幼少期・学生時代
1897年、荒木竹次郎・記寿の長男として熊本県鹿本郡来民町（後の鹿本町、現在の山鹿市）に生まれた。1903年、来民尋常小学校に入学。1906年、熊本市立碩臺尋常小学校に転校し、翌1907年に卒業した。1910年、熊本県立中学済々黌（現：熊本県立済々黌高等学校）に入学。1915年に済々黌を卒業し、広島高等師範学校理科一部に入学。1919年に同校を卒業。
1920年、京都帝国大学理学部物理学科に進学した。京都大学では新城新蔵に師事し、のちに新城の娘と結婚している。1921年、宇宙物理学科へ転科。1923年に卒業。

### 就職以降
卒業後は1923年より京都帝国大学理学部講師に就任。1924年、京都帝国大学理学部助教授に昇任し、またこの年に恩師であった新城新蔵の娘・京子と結婚。京都大学助教授時代にドイツへ2年半留学し、アルベルト・アインシュタインに直接教えを受けた。1929年、学位論文『セフェイド変光星の大気圏の圧力変化に関する高温電離の理論による研究』ほか参考論文4篇を提出して理学博士の学位を取得。1941年、同大学理学部教授に昇任。

### 戦後
1945年、京都帝国大学を退官。1947年、戦時中に大日本言論報国会の理事を務めていたことにより公職追放対象者となる。1951年に追放解除となるが、京都大学には復帰しなかった。1954年、大谷大学教授に就任。1964年、大谷大学退職。1965年、京都産業大学を創設して初代学長に就任。1969年、京都産業大学初代総長に就任。1974年、京都大学名誉教授となった。学界では、日本天文学会名誉会員となった。
1978年（昭和53年）7月10日、急性心不全のため京都市左京区の自宅で死去。葬儀は同年7月22日、相国寺で京都産業大学葬として行われた。

## 栄典
- 1976年：ポーランド最高功労十字勲章を受章。

## 研究内容・業績
- 天文学者としては、多くの天文書を著したことで知られている。
- 天文学者としてのみならず、保守派のイデオローグとしても活躍した。
- 指導学生には、上野季夫、宮本正太郎、芝原鐐一らがいる。また、教え子の中からは、湯川秀樹博士、朝永振一郎博士などノーベル賞受賞学者を輩出している。

## 家族・親族
- 長男：荒木雄豪は情報科学者、京都産業大学教授。馬術の選手として、ローマ・オリンピック(1960年)、メキシコ・オリンピック(1968年)の日本代表として出場した。

## 著書・訳書

### 著書
- 『観測機械と天文台・世界の天文台』（恒星社厚生閣 図説天文講座 1937年）
- 『銀河と宇宙・宇宙観』（恒星社厚生閣 圖説天文講座 1937年）
- 『恒星・星辰スペクトル』（恒星社厚生閣 圖説天文講座 1937年）
- 『天文と宇宙』（恒星社 1937年）
- 『東西天文學史・西洋天文學史』（恒星社厚生閣 圖説天文講座 1940年）
- 『時と暦』（羽田書房 生活科學新書 1942年）
- 『雨夜夢話』（日本放送出版会 1942年）
- 『日本暦學史概説』（山口書店 自然科學叢書 1943年）
- 『天文學概観』（恒星社 1943年）
- 『科学論籔』（恒星社 1943年）
- 『日本暦學史概説』（立命館出版部会 自然科學叢書 1944年）
- 『球面天文學』（宇宙物理學研究會・天文宇宙物理學總論 1 1947年）
- 『時測と暦法』（恒星社厚生閣 1947年）
- 『四季の星座』（恒星社厚生閣 1948年）
- 『エネルギーの話』（恒星社厚生閣 1948年）
- 『天體力學』（宇宙物理學研究會・天文宇宙物理學總論 3A 1949年）
- 『太陽系』（宇宙物理學研究會・天文宇宙物理學總論 4 1949年）
- 『恒星物理學・恒星界』（宇宙物理學研究會・天文宇宙物理學總論 7 1949年）
- 『銀河系』（宇宙物理學研究會・天文宇宙物理學總論 10 1949年）
- 『質点力學要論』（宇宙物理學研究會 1949年）
- 『大宇宙の旅』（恒星社厚生閣 1950年・2006年、国土社 1964年）[3]
- 『天文年代學講話』（恒星社厚生閣 1951年）
- 『吾輩は水である』（恒星社厚生閣 1951年）
- 『月のみちかけの研究』（恒星社厚生閣 楽しい理科教室 1 1952年）
- 『昼夜の長さと季節』（恒星社厚生閣 楽しい理科教室 2 1952年）
- 『黄道をさまよう天体』（恒星社厚生閣 楽しい理科教室 3 1952年）
- 『星雲宇宙』（宇宙物理學研究會・天文宇宙物理學總論 11 1952年）
- 『太陽黒点の研究』（恒星社厚生閣 楽しい理科教室 4 1953年）
- 『日食と月食』（恒星社厚生閣 楽しい理科教室 5 1953年）
- 『地球の歴史』（恒星社厚生閣 中学天文教室 1953年）
- 『連星』（宇宙物理學研究會・天文宇宙物理學總論 8 1954年）
- 『現代天文學事典』（恒星社厚生閣 1956年）
- 『日本暦學史概説』（恒星社厚生閣 1960年）
- 『西洋占星術』（恒星社厚生閣 1963年）
- 『天文学の歴史・西洋天文学史』（恒星社厚生閣 新天文学講座12 新版 1964年）
- 『西洋天文學史』（恒星社厚生閣 1965年）
- 『銀河系と宇宙・宇宙論の現状』（恒星社厚生閣 新天文学講座8 新版 1966年）
- 『四季の星座』（恒星社厚生閣 1967年）
- 『相對性原理概論』（恒星社厚生閣 1969年）
- 『宇宙物理學』（恒星社厚生閣 1970年）
- 『宇宙構造觀』（恒星社厚生閣 1973年）
- 『狐狸窟瓢論』（恒星社厚生閣 1979年）
- 『荒木駿馬論文集』（恒星社厚生閣 1979年）
- 『實地天文學』
- 『太陽物理学』
- 『太陽系・半成論』
- 『天體力學』（恒星社厚生閣 1980年）
- 『疇山旅日記』（荒木雄豪 1984年）
- 『荒木駿馬留学日記』全4巻（京都産業大学 2002年）
- 『荒木駿馬日記』全4巻（京都産業大学 2003年）
- 『京都産業大学 教学之源流』（京都産業大学 2004年）

### 訳書
- 『宇宙論』（イマヌエル・カント著 恒星社厚生閣 1952年）
- 『カント・宇宙論』（イマヌエル・カント著 恒星社厚生閣 1954年）